# Comuna Arapivka, Troițke
Arapivka (în ucraineană Арапівка) este o comună în raionul Troițke, regiunea Luhansk, Ucraina, formată din satele Arapivka (reședința), Baranîceve și Koșelivka.

## Demografie
Componența lingvistică a comunei Arapivka
     Ucraineană (86,17%)
     Rusă (10,09%)
     Alte limbi (0,93%)
Conform recensământului din 2001, majoritatea populației comunei Arapivka era vorbitoare de ucraineană (86,17%), existând în minoritate și vorbitori de rusă (10,09%).